# Cryptopimpla brevigena
Cryptopimpla brevigena är en stekelart som beskrevs av Kuslitzky 2007. Cryptopimpla brevigena ingår i släktet Cryptopimpla och familjen brokparasitsteklar. Inga underarter finns listade i Catalogue of Life.